# Tobias Kroner
Tobias Kroner (ur. 16 października 1985 w Haselünne) – niemiecki żużlowiec.

## Życiorys
Do jego największych sukcesów w karierze należą srebrny medal indywidualnych mistrzostw Niemiec wywalczony w 2006 roku.
Wcześniej w tych zawodach Tobias otarł się o podium zajmując piątą lokatę. Bliski medalu był również w młodzieżowych indywidualnych mistrzostwach Niemiec, w których zajął czwarte miejsce w 2003 roku, a rok później sklasyfikowany został o jedno miejsce niżej. Wraz z kolegami z reprezentacji dwukrotnie zajmował piąte miejsca w finałach Mistrzostw Europy Par w 2004 roku w Debreczynie oraz rok później w Gdańsku. w sezonach 2004 i 2006 bez powodzenia walczył o awans do finału indywidualnych mistrzostw świata juniorów. W 2004 roku w Rybniku zajął z reprezentacją Niemiec czwartą lokatę w drużynowych mistrzostwach świata juniorów. W 2007 roku walczył o awans do Grand Prix zajmując piętnastą pozycję która nie pozwoliła mu awansować. Za wzory sportowców obrał sobie wielokrotnych mistrzów świata: motocyklistę Valentino Rossiego oraz kierowcę F1 Michaela Schumachera. Przedłużył kontrakt z Wybrzeżem Gdańsk na dwa lata.

## Przynależność klubowa
Polska
- Orzeł Łódź (2007)
- Wybrzeże Gdańsk (2008–2010)
- ŻKS Ostrovia (2011)
- Wanda Kraków (2012–2013)
- Polonia Piła (2014)

## Starty w Grand Prix (indywidualnych mistrzostwach świata na żużlu)

### Punkty w poszczególnych zawodachGrand Prix
| Sezon 2016          |                      |                     |                  |                                |                                |                                 |                                 |                       |                       |                          |                          |         |         |         |         |         |         |         |         |         |         |        |        |        |        |        |        |        |        |        |        |        |
| GP Słowenii – Krško | GP Polski – Warszawa | GP Danii – Horsens  | GP Czech – Praga | GP Wielkiej Brytanii – Cardiff | GP Szwecji – Målilla           | GP Polski – Gorzów Wielkopolski | GP Niemiec – Teterow            | GP Sztokholmu – Solna | GP Polski – Toruń     | GP Australii – Melbourne | miejsce                  | miejsce | miejsce | miejsce | miejsce | miejsce | miejsce | miejsce | miejsce | miejsce | miejsce | punkty | punkty | punkty | punkty | punkty | punkty | punkty | punkty | punkty | punkty | punkty |
| –                   | –                    | –                   | –                | –                              | –                              | –                               | 2                               | –                     | –                     | –                        | 26                       | 26      | 26      | 26      | 26      | 26      | 26      | 26      | 26      | 26      | 26      | 2      | 2      | 2      | 2      | 2      | 2      | 2      | 2      | 2      | 2      | 2      |
| Sezon 2017          |                      |                     |                  |                                |                                |                                 |                                 |                       |                       |                          |                          |         |         |         |         |         |         |         |         |         |         |        |        |        |        |        |        |        |        |        |        |        |
| GP Słowenii – Krško | GP Polski – Warszawa | GP Łotwy – Dyneburg | GP Czech – Praga | GP Danii – Horsens             | GP Wielkiej Brytanii – Cardiff | GP Szwecji – Målilla            | GP Polski – Gorzów Wielkopolski | GP Niemiec – Teterow  | GP Sztokholmu – Solna | GP Polski – Toruń        | GP Australii – Melbourne | miejsce | miejsce | miejsce | miejsce | miejsce | miejsce | miejsce | miejsce | miejsce | miejsce | punkty | punkty | punkty | punkty | punkty | punkty | punkty | punkty | punkty | punkty |        |
| –                   | –                    | –                   | –                | –                              | –                              | –                               | –                               | 0                     | –                     | –                        | –                        | 38      | 38      | 38      | 38      | 38      | 38      | 38      | 38      | 38      | 38      | 0      | 0      | 0      | 0      | 0      | 0      | 0      | 0      | 0      | 0      |        |

| Statystyki        | Statystyki |
| ----------------- | ---------- |
| Starty            | 2          |
| Zwycięstwa        | 0          |
| Miejsca na podium | 0          |
| Finalista         | 0          |
| Punkty            | 2          |